# Dicrodiplosis guatemalensis
Dicrodiplosis guatemalensis är en tvåvingeart som beskrevs av Ephraim Porter Felt 1938. Dicrodiplosis guatemalensis ingår i släktet Dicrodiplosis och familjen gallmyggor. Inga underarter finns listade i Catalogue of Life.